# مارينوس بيي
مارينوس بيي هو سياسي سورينامي، ولد في 1970 في مونكو ‏ في سورينام. نشط حزبياً في General Liberation and Development Party ‏. وقد انتخب عضو الجمعية الوطنية في سورينام ‏ عن دائرة ضاحية مارويجيني.